# Svenja Hermuth
Svenja Hermuth (* 1981 in Gelsenkirchen) ist eine deutsche Theater- und Fernsehschauspielerin; sie ist auch als Hörspiel- und Hörbuchsprecherin tätig. Einem breiten Publikum wurde sie durch ihre Rollen in Sönke Wortmanns Drama Sommerfest und in der Komödie Sex & Crime sowie einem Werbespot der Generali bekannt.

## Leben
Svenja Hermuth besuchte von 1992 bis 2001 das Gymnasium Eickel und schloss mit dem Abitur ab. Es folgte eine Ausbildung zur Organistin und Chorleiterin beim Kirchenkreis Herne. Von 2002 bis 2008 studierte Hermuth Ingenieurwissenschaften (Umwelttechnik & Ressourcenmanagement) an der Ruhr-Universität Bochum, das sie mit dem akademischen Grad Dipl.-Ing. abschloss. Anschließend absolvierte sie von 2010 bis 2013 ein Schauspielstudium an der Arturo Schauspielschule. Von 2012 bis 2013 spielte Svenja Hermuth die Rolle der KTU-Mitarbeiterin Bibi Jungbluth in der Fernsehserie Niedrig und Kuhnt – Kommissare ermitteln. Ihre Rolle der Rosi im Tatort Borowski und das dunkle Netz weckte im März 2017 mediales Interesse:

„Das ist der mutigste Strip des Krimi-Jahres!“

2017 bekam sie einen Sohn.

## Werk (Auswahl)

### Filmografie
- 2015: Sex & Crime (Regie: Paul Florian Müller)
- 2015: Marion
- 2016: Sommerfest (Regie: Sönke Wortmann)
- 2016: Bist du schon fertig, Marie? (Kurzfilm) (Regie: Patrick Kampmann)
- 2017: Tatort: Borowski und das dunkle Netz (Regie: David Wnendt)
- 2018: Wilsberg: Prognose Mord
- 2019: SOKO Wismar: Zu Tode erschreckt
- 2020: SOKO Köln: Wut
- 2021: Neben der Spur – Schließe deine Augen (Regie: Josef Rusnak)
- 2022: Kalt (Fernsehfilm) (Regie: Stephan Lacant)
- 2024: Mord mit Aussicht (Fernsehserie, 3 Folgen)
- 2025: WaPo Duisburg (Fernsehserie, Folge Sensationsfund)

### Theater
- 2016: Pressekonferenz des Teufels (Leszek Kolakowski), Willi Bernhart, THEATERmëRZ Graz
- 2013–2014: Kabale und Liebe (Friedrich Schiller), Heike Bänsch, Euro Theater Central Bonn
- 2013: Sleeping Around (Mark Ravenhill), Gerhard Rois, Arturo-Theater Köln
- 2013: The Rocky Horror Show (Richard O’Brien), Svetlana Fourer, Arturo-Theater Köln
- 2013: Ich – Feuerbach (Tankred Dorst), Marcus Jakovljevic, Theater der Obergrafschaft Schüttorf
- 2012: Die Furien (Neil LaBute), Dirk S. Greis, Kölner Theaternacht im Hotel Ameron Regent
- 2011–2014: Wenn die Turmuhr dreimal schlägt (Guido Suchsland), Gertrud von Hohenberg, mittelalterliches Tournee Theater
- 2011: Kabale und Liebe (F. Schiller), Maria Ammann, Arturo-Theater Köln
- 2010: Bühnenadaption des Romans "Seide" von A. Bariccio, Helene Joncour & J. Kiefer, Arturo-Theater Köln

### Hörspiel
- 2016: Videospielsynchronisation, Jörn Friese 	G&G Tonstudios
- 2015–2016: Peter Hase – Das Hörspiel zur TV-Serie, Vol. 1–5, Stefan Große, Universum Kids
- 2012: Zwei Menschen endlich (Marianne Zückler), Claudia Johanna Leist, WDR-Hörspiel
- 2010: Ouvertüre um Mitternacht (Gerald Kersh), Petra Feldhoff, WDR-Hörspiel

## Auszeichnungen
- 2003: Jugendförderpreis des Lions Club Wanne-Eickel für die Leitung des Jugendchores der KGM Wanne-Süd
- 2011: Student Semester Award der Schauspielschule Köln